# René Benjamin
René Benjamin (født 20. marts 1885 i Paris, død 4. oktober 1948 i Tours) var en fransk forfatter, der i 1915 fik Goncourtprisen for romanen Gaspard.